# São José dos Pinhais
São José dos Pinhais är en stad och kommun i södra Brasilien och ligger i delstaten Paraná. Kommunen är belägen strax sydost om Curitiba (delstatens huvudstad) och hade år 2010 cirka 200 000 invånare i centralorten. São José dos Pinhais blev formellt en egen kommun den 8 januari 1853.

## Administrativ indelning
Kommunen var år 2010 indelad i sju distrikt:
- Borda do Campo de São Sebastião
- Cachoeira de São José
- Campo Largo da Roseira
- Colônia Murici
- Marcelino
- São José dos Pinhais
- São Marcos